# 1945 في الأرجنتين
فيما يلي قوائم الأحداث التي وقعت خلال عام 1945 في الأرجنتين.

## ظهور
- 28 أغسطس – كلارين

## أفلام
من الأفلام التي صدرت هذه السنة في الأرجنتين:
- 1 يناير – الحبيب الثابت من إخراج Luis Bayón Herrera [الإنجليزية]‏.

## مواليد

### أغسطس
- 24 أغسطس – سيرجيو فياجيو

### ديسمبر
- 14 ديسمبر – روكيو أفالاي لاعب كرة قدم أرجنتيني.
- 16 ديسمبر – ألبرتو بيدرو كابريرا لاعب كرة سلة أرجنتيني.